# Angelo Lodi
Angelo Lodi (Verona, 28 agosto 1947) è un ex calciatore italiano, di ruolo difensore.

## Carriera
Terzino cresciuto nella Folgore di Verona, nel 1967 debutta in Serie D con il Latina, e l'anno successivo passa al Modena in Serie B.
Con gli emiliani disputa sei campionati, di cui quattro in Serie B, per un totale di 98 presenze e 5 gol nella serie cadetta.
Termina la carriera con la Pro Vasto e l'anno successivo con il Parma in Serie C.